# الاتحاد الفلكي الدولي
الاتحاد الفلكي الدولي (IAU) هو منظمة توحد المجتمعات الفلكية حول العالم، وهو أحد أعضاء المجلس الدولي للعلوم (ICSU). يعد الاتحاد المنظمة المسؤولة عن تسمية النجوم والكواكب والكويكبات والأجسام والظواهر الفضائية الأخرى. تأسس الاتحاد في 28 يوليو عام 1919 في الجمعية التأسيسية للمجلس الدولي للبحوث (المجلس الدولي للعلوم) الذي عقد في بروكسل، بلجيكا. لترويج وحماية علم الفلك عن طريق اجتماع الدول للعمل سوية. أعضاء الاتحاد هم فلكيون متخصصون قادمون من مختلف دول العالم، ويقومون بالأبحاث والتعليم حول ما يتعلق بعلم الفلك. للاتحاد علاقات جيدة مع المجموعات الفلكية الأخرى الأقل خبرة.

## الأعضاء
يتألف الاتحاد من ما مجموعه 664 12 عضو من أكثر من 96 دولة.
83 في المائة من جميع الأعضاء هم من الذكور، في حين أن 17 في المائة من الإناث، ومن بينهم الرئيس الحالي للاتحاد، الفلكي المكسيكية سيلفيا توريس بيمبرت.
ومن بين الأعضاء الوطنيين الأكاديمية الأسترالية للعلوم، والجمعية الفلكية الصينية، والأكاديمية الفرنسية للعلوم والأكاديمية الوطنية الهندية للعلوم، والأكاديميات الوطنية (في الولايات المتحدة)، والمؤسسة الوطنية للبحوث في جنوب أفريقيا، والمجلس الوطني للبحوث العلمية والتقنية، (الأرجنتين) ومدينة الملك عبد العزيز للعلوم والتقنية (المملكة العربية السعودية)، والمجلس الألماني للمراصد، والجمعية الفلكية الملكية (المملكة المتحدة)، والجمعية الفلكية الملكية النيوزيلندية، والأكاديمية الملكية السويدية للعلوم، والأكاديمية الروسية للعلوم، ومجلس العلوم اليابان، وغيرها الكثير
.

## تاريخ
الاتحاد الفلكي الدولي تألف في البداية من سبعة دول هي بلجيكا وكندا وفرنسا وبريطانيا العظمى واليونان واليابان والولايات المتحدة وبعد وقت قصير انضمت إيطاليا والمكسيك. السنوات الخمسون الأولى من تاريخ الاتحاد موثقة توثيقا جيدا . يسجل التاريخ اللاحق في شكل ذكريات رؤساء الاتحاد الفلكي الدولي السابق والأمناء العامين. ساهم إثنا عشر من الأمناء العامين الأربعة عشر السابقين في الفترة 1964-2006 بذكرياتهم لتاريخ الاتحاد في النشرة الإعلامية للاتحاد الفلكي الدولي رقم 100. كما ساهم ستة رؤساء سابقين للاتحاد الدولي السابق في الفترة 1976-2003 بذكرياتهم في النشرة الإعلامية للاتحاد الفلكي الدولي رقم 104.

## اللجان والفرق العاملة
يقع مقر مكتب الاتحاد الفلكي الدولي في الطابق الثاني من معهد باريس للفيزياء الفلكية في الدائرة الرابعة عشرة. وتشمل الفرق العاملة الفريق المعني بتسميات النظم الكوكبية (WGPSN) الذي يشرف على اصطلاحات التسمية الفلكية والتسمية الكوكبية والفريق العامل المعني بأسماء النجوم (WGSN) الذي يفهرس ويوحد الأسماء الخاصة للنجوم للمجتمع الفلكي الدولي . ويتولى الاتحاد أيضا مسؤولية نظام البرقيات الفلكية التي ينتجها ويوزعها نيابة عنه المكتب المركزي للبرقيات الفلكية. ويعمل مركز الكواكب الصغيرة أيضا في إطار الاتحاد الفلكي الدولي، وهو «مركز لتبادل المعلومات» لجميع الأجرام الفلكية غير الكواكب والأقمار في النظام الشمسي. ويقوم الفريق العامل المعني بتسمية زخات شهب ومركز بيانات النيزك بتنسيق تسميات زخات الشهب.
كما تم إنشاء لجنتين تابعتين للاتحاد الفلكي الدولي في هذه التجمع هما: لجنة التوقيت الدولي التي توجد في مكتب التوقيت الدولي في باريس بفرنسا والمكتب المركزي الدولي للبرقيات الفلكية الذي كان موجود في البداية في كوبنهاغن بالدنمارك .

### الأقسام
تنسيق الأنشطة في مختلف التخصصات الفرعية الفلكية معظمها من خلال أقسام الاتحاد الفلكي الدولي وعقب اعتماد قرار اللجنة التنفيذية في الجمعية العامة الثامن والعشرين (XXVIIIth )الذي عقد في بكين، وضع مخطط تقسيم جديد يأخذ في الاعتبار تطور علم الفلك ويعكس السياسة العلمية للاتحاد الفلكي الدولي. وستشمل هذا التقسيم لجنة أو أكثر من لجان الاتحاد الفلكي الدولي، يركز كل منها على موضوع علمي أو تنظيمي.

### الأقسام المعتمدة في بكين
| القسم | الإهتمام                                      |
| ----- | --------------------------------------------- |
| A     | علم الفلك الأساسي                             |
| B     | الأدوات والتقنيات والبيانات                   |
| C     | التعليم والاتصال والإرث                       |
| D     | الظواهر ذات الطاقة العالية والفيزياء الأساسية |
| E     | الشمس والغلاف الشمسي                          |
| F     | النظام الكوكبي وعلم الفلك الحيوي              |
| G     | النجوم والفيزياء النجمية                      |
| H     | الوسط البين نجمي والكون المحلي                |
| J     | المجرات وعلم الكونيات                         |

### الأقسام السابقة
تقسيم الاتحاد الفلكي الدولي السابق (واللجان التنظيمية):

الأعضاء الوطنيون من 79 بلدا.

| القسم | الإهتمام                                     |
| ----- | -------------------------------------------- |
| I     | علم الفلك الأساسي                            |
| II    | الشمس والغلاف الشمسي                         |
| III   | علوم الأنظمة الكوكبية                        |
| IV    | النجوم                                       |
| V     | النجوم المتغيرة                              |
| VI    | الوسط بين نجمي                               |
| VII   | درب التبانة                                  |
| VIII  | المجرات والفضاء الكوني                       |
| IX    | تقنية دراسة الطيف المرئي والأشعة تحت الحمراء |
| X     | علم الفلك الراديوي                           |
| XI    | علم فلك الطاقة العالية والتقنيات الفضائية    |
| XII   | أنشطة مشتركة لجميع الأقسام                   |

## الجلسات العامة
يتم تنظيم مؤتمر أو جلسة عامة للاتحاد الفلكي الدولي كل ثلاث سنوات:
| الجلسة       | السنة | المدينة       | الدولة           | ملاحظات                                                             |
| ------------ | ----- | ------------- | ---------------- | ------------------------------------------------------------------- |
| 1            | 1922  | روما          | إيطاليا          |                                                                     |
| 2            | 1925  | كامبريدج      | المملكة المتحدة  |                                                                     |
| 3            | 1928  | ليدن          | هولندا           |                                                                     |
| 4            | 1932  | كامبريدج      | المملكة المتحدة  |                                                                     |
| 5            | 1935  | باريس         | فرنسا            |                                                                     |
| 6            | 1938  | ستوكهولم      | السويد           |                                                                     |
| 7            | 1948  | زيورخ         | سويسرا           |                                                                     |
| 8            | 1952  | روما          | إيطاليا          |                                                                     |
| 9            | 1955  | دبلن          | أيرلندا          |                                                                     |
| 10           | 1958  | موسكو         | الاتحاد السوفيتي |                                                                     |
| 11           | 1961  | بيركيلي       | الولايات المتحدة |                                                                     |
| 12           | 1964  | هامبورغ       | ألمانيا الغربية  |                                                                     |
| 13           | 1967  | براغ          | تشيكوسلوفاكيا    |                                                                     |
| 14           | 1970  | برايتون       | المملكة المتحدة  |                                                                     |
| خارقة للعادة | 1973  | وارسو         | بولندا           | جلسة عامة خارقة للعادة للاحتفال بعيد ميلاد نيكولاس كوبرنيكوس ال500. |
| 15           | 1973  | سيدني         | أستراليا         |                                                                     |
| 16           | 1976  | غرونوبل       | فرنسا            |                                                                     |
| 17           | 1979  | مونتريال      | كندا             |                                                                     |
| 18           | 1982  | باتراس        | اليونان          |                                                                     |
| 19           | 1985  | نيودلهي       | الهند            |                                                                     |
| 20           | 1988  | بالتيمور      | الولايات المتحدة |                                                                     |
| 21           | 1991  | بيونس آيرس    | الأرجنتين        |                                                                     |
| 22           | 1994  | لاهاي         | هولندا           |                                                                     |
| 23           | 1997  | كيوتو         | اليابان          |                                                                     |
| 24           | 2000  | مانشستر       | المملكة المتحدة  |                                                                     |
| 25           | 2003  | سيدني         | أستراليا         |                                                                     |
| 26           | 2006  | براغ          | جمهورية التشيك   |                                                                     |
| 27           | 2009  | ريو دي جانيرو | البرازيل         |                                                                     |
| 28           | 2012  | بكين          | الصين            |                                                                     |
| 29           | 2015  | هونولولو      | الولايات المتحدة |                                                                     |
| 30           | 2018  | فيينا         | النمسا           |                                                                     |

## وصلات خارجية
- الموقع الرسمي